# Listă de filme western înainte de 1920
Aceasta este o listă de filme western înainte de 1920.
Format:Extinde listă

## Anii 1890
1894 — 0
- Annie Oakley
- Bucking Broncho
- Buffalo Bill
- Buffalo Dance
- Sioux Ghost Dance

Aceste filme sunt toate de scurt metraj și au fost produse de William K. L. Dickson la faimosul studio Edison "Black Maria".

## Anii 1900
1903 — 8
- The Great Train Robbery

1904 — 4
1906 — The Story of the Kelly Gang (Australian Western)
1907 — 7
- The Bandit King
- Robbery Under Arms

1908 — 13
- The Bank Robbery

1909 — 39
- Bill Sharkey's Last Game
- The Cowboy Millionaire
- The House of Cards
- The Red Man's View

## Anii 1910s,
1910 — 126
- Abernathy Kids to the Rescue
- Across the Plains
- Broncho Billy's Redemption
- In Old California
- The Two Brothers

1911 — 224
- The Abernathy Kids to the Rescue
- An Accidental Outlaw
- Across the Plains
- The Battle
- The Cowboy and the Lady
- The Indian Brothers
- Fighting Blood
- The Last Drop of Water
- The Last of the Mohicans (colonial Western)
- The Lonedale Operator
- Swords and Hearts
- The Telltale Knife
- Was He a Coward?

1912 — 336
- According to Law
- The Ace of Spades
- Algie the Miner
- The Belle of Bar-Z Ranch
- The Chief's Blanket
- Geronimo's Last Raid
- The Girl and Her Trust (remake of 'The Lonedale Operator')
- The Goddess of Sagebrush Gulch
- The Half-Breed's Way
- The Heart of an Indian
- His Only Son
- The Invaders
- My Hero
- A Temporary Truce
- Under Burning Skies
- When the Heart Calls
- With the Enemy's Help

1913 — 311
- The Abandoned Well
- The Accidental Bandit
- The Accusation of Broncho Billy
- The Battle at Elderbush Gulch
- Broken Ways
- Calamity Anne's Beauty
- Calamity Anne's Inheritance
- During the Round-Up
- Hearts and Horses
- In the Secret Service
- An Indian's Loyalty
- Past Redemption
- The Ranchero's Revenge
- The Sheriff's Baby
- The Tenderfoot's Money
- Three Friends
- Two Men of the Desert

1914 — 244
- The Bargain
- Broncho Billy and the Greaser
- By the Sun's Rays
- Calamity Anne's Love Affair
- The Girl Stage Driver
- Her Grave Mistake (considerat film pierdut)
- The Man from the East
- The Massacre
- A Miner's Romance (considerat film pierdut)
- A Ranch Romance (considerat film pierdut)
- Rose of the Rancho
- Shotgun Jones
- The Skull and the Crown
- The Squaw Man
- A Ticket to Red Horse Gulch
- The Tragedy of Whispering Creek (considerat film pierdut)
- The Virginian

1915
- Broncho Billy and the Baby
- Buckshot John
- The Desert Breed (considerat film pierdut)
- The Girl of the Golden West
- The Heart of a Bandit
- Keno Bates, Liar
- The Passing of the Oklahoma Outlaws
- The Ring of Destiny
- The Slave Girl
- The Stagecoach Driver and the Girl

1916
- According to St. John
- Accusing Evidence
- The Apostle of Vengeance
- The Committee on Credentials
- For the Love of a Girl
- Hell's Hinges
- A Knight of the Range
- Lass of the Lumberlands
- Liberty (se presupune că e film pierdut)
- Love's Lariat
- The Night Riders
- The Passing of Hell's Crown
- The Return of Draw Egan
- Stampede in the Night
- The Three Godfathers
- The Wire Pullers
- A Woman's Eyes

1917
- A 44-Calibre Mystery
- The Almost Good Man
- The Bad Man of Cheyenne
- Blood Money
- The Drifter
- The Dynamite Special
- The Empty Gun
- The Fighting Gringo
- The Fighting Trail
- Goin' Straight
- The Golden Bullet
- Hair-Trigger Burke
- Hands Up!
- The Honor of an Outlaw
- The Little Moccasins
- A Marked Man (considerat film pierdut)
- The Mysterious Outlaw
- The Narrow Trail
- The Outlaw and the Lady
- A Romance of the Redwoods
- Roped In
- The Scrapper (considerat film pierdut)
- Single Shot Parker aka 'The Heart of Texas Ryan'
- Six-Shooter Justice
- The Soul Herder (considerat film pierdut)
- Squaring It
- Straight Shooting
- The Texas Sphinx
- The Tornado (considerat film pierdut)
- Wild and Woolly
- The Wrong Man

1918
- The Branded Man
- Bucking Broadway
- The Grand Passion
- Hell Bent
- Out West
- Play Straight or Fight
- Revenge
- Riddle Gawne (parțial film pierdut)
- Riders of the Purple Sage
- The Scarlet Drop (parțial film pierdut)
- The Squaw Man (parțial film pierdut)
- Three Mounted Men (considerat film pierdut)
- A Woman's Fool (considerat film pierdut)

1919
- Ace High
- Ace of the Saddle (considerat film pierdut)
- The Black Horse Bandit
- Bare Fists (considerat film pierdut)
- By Indian Post
- The Crooked Coin
- The Crow
- The Double Hold-Up
- Elmo the Mighty (considerat film pierdut)
- The Face in the Watch
- A Fight for Love (considerat film pierdut)
- The Fighting Brothers
- The Fighting Heart
- The Fighting Line
- The Four-Bit Man
- A Gun Fighting Gentleman
- Gun Law
- The Gun Runners
- His Buddy
- The Jack of Hearts
- The Kid and the Cowboy
- Kingdom Come
- The Knickerbocker Buckaroo (considerat film pierdut)
- The Last Outlaw
- Lightning Bryce (horror Western)
- The Lone Hand
- Marked Men (considerat film pierdut)
- The Masked Rider (parțial film pierdut)
- The Outcasts of Poker Flat (considerat film pierdut)
- Partners Three
- Rider of the Law (considerat film pierdut)
- Roped (considerat film pierdut)
- Rustlers
- The Rustlers
- Scarlet Days
- The Tell Tale Wire
- Terror of the Range (considerat film pierdut)
- The Trail of the Holdup Man
- The Tune of Bullets
- A Western Wooing
- The Wilderness Trail